# Крос-риверські мови
Крос-риверські мови — група мов з Бенуа-конголезької підсім'ї. Мови поширені серед народів, які живуть у басейні річки Крос, у Нігерії.
Група складається з низки мов, об'єднаних у 3 підгрупи:
- бекварра
- бенді
- убанг
- бокі
- кьо (якьо)
- укеле
- хумоно
- біні
- оконьонг
- ефік
- ібібіо
- ананг
- окобо
- андоні
- кана
- елеме
- абуа
- кугбо
- міні